# 松江地方気象台
松江地方気象台（まつえちほうきしょうだい）は、島根県松江市にある地方気象台。大阪管区気象台の管轄である。

## 沿革
- 1939年（昭和14年）11月1日 - 大阪管区気象台松江測候所として設置[1]。
- 1957年（昭和32年）9月1日 - 松江地方気象台に名称変更[1]。
- 1979年（昭和54年）11月1日 - 現所在地の新庁舎に移転[1]。
- 2010年（平成22年）3月1日 - 高層気象観測業務開始[1]。

## 所在地
〒690-0017:島根県松江市西津田七丁目1番11号

## 天気予報区分
島根県東部
- 松江 - 松江市・安来市
- 出雲 - 出雲市
- 雲南 - 雲南市・仁多郡奥出雲町・飯石郡飯南町

島根県西部
- 大田邑智 - 大田市・邑智郡（川本町・美郷町・邑南町）
- 浜田 - 浜田市・江津市
- 益田 - 益田市・鹿足郡（津和野町・吉賀町）

隠岐
- 隠岐 - 隠岐郡（隠岐の島町・海士町・西ノ島町・知夫村）